# Saint-Martin-l'Aiguillon
 Saint-Martin-l'Aiguillon  es una población y comuna francesa, situada en la región de Baja Normandía, departamento de Orne, en el distrito de Alençon y cantón de Carrouges.

## Demografía
| 327 | 304 | 239 | 217 | 182 | 191 |
| Para los censos de 1962 a 1999 la población legal corresponde a la población sin duplicidades (Fuente: INSEE [Consultar]) |     |     |     |     |     |